# Liste deutsch-nicaraguanischer Städte- und Gemeindepartnerschaften
Dies ist eine unvollständige Liste von Städte- und Gemeindepartnerschaften zwischen Deutschland und Nicaragua.
| Deutsche Gemeinde               | Bundesland          | Nicaraguanische Gemeinde | Departamento                             | seit                            |
| ------------------------------- | ------------------- | ------------------------ | ---------------------------------------- | ------------------------------- |
| Berlin-Friedrichshain-Kreuzberg | Berlin              | San Rafael del Sur       | Managua                                  | 1986                            |
| Bielefeld                       | Nordrhein-Westfalen | Estelí                   | Estelí                                   | 1995                            |
| Bremen                          | Bremen              | Corinto sowie El Realejo | Chinandega                               | 1989 (seit 1990 ruhend)         |
| Dietzenbach                     | Hessen              | Masaya                   | Masaya                                   | 1985                            |
| Dorsten                         | Nordrhein-Westfalen | Waslala                  | Región Autónoma de la Costa Caribe Norte | 1985                            |
| Erlangen                        | Bayern              | San Carlos               | Río San Juan                             | 1990                            |
| Frankfurt am Main               | Hessen              | Granada                  | Granada                                  | 1991                            |
| Freiburg im Breisgau            | Baden-Württemberg   | Wiwilí                   | Nueva Segovia, Jinotega                  | 2015                            |
| Gießen                          | Hessen              | San Juan del Sur         | Rivas                                    | 1985                            |
| Göttingen                       | Niedersachsen       | La Paz Centro            | León                                     | 1989 (Solidaritätsvereinbarung) |
| Hamburg                         | Hamburg             | León                     | León                                     | 1989                            |
| Herne                           | Nordrhein-Westfalen | Insel Ometepe            | Rivas                                    | 1988                            |
| Jena                            | Thüringen           | San Marcos               | Carazo                                   | 1998                            |
| Köln                            | Nordrhein-Westfalen | Corinto sowie El Realejo | Chinandega                               | 1988                            |
| Kreis Groß-Gerau                | Hessen              | Masatepe                 | Masaya                                   | 1992                            |
| Kreis Herford                   | Nordrhein-Westfalen | Condega                  | Estelí                                   | 1992                            |
| Leverkusen                      | Nordrhein-Westfalen | Chinandega               | Chinandega                               | 1986                            |
| Löhne                           | Nordrhein-Westfalen | Condega                  | Estelí                                   | 1994                            |
| Moers                           | Nordrhein-Westfalen | La Trinidad              | Estelí                                   | 1989                            |
| Neu-Isenburg                    | Hessen              | Nandaime                 | Granada                                  | unbekannt                       |
| Nürnberg                        | Bayern              | San Carlos               | Río San Juan                             | 1985                            |
| Offenbach am Main               | Hessen              | Rivas                    | Rivas                                    | 1986                            |
| Oldenburg                       | Niedersachsen       | San Francisco Libre      | Managua                                  | 1985                            |
| Saarlouis                       | Saarland            | Matiguás                 | Matagalpa                                | 1986                            |
| Solingen                        | Nordrhein-Westfalen | Jinotega                 | Jinotega                                 | 1986                            |
| Waltrop                         | Nordrhein-Westfalen | San Miguelito            | Río San Juan                             | 1988                            |
| Wiesbaden                       | Hessen              | Ocotal                   | Nueva Segovia                            | 1990                            |
| Witten                          | Nordrhein-Westfalen | San Carlos               | Río San Juan                             | 2016                            |
| Wuppertal                       | Nordrhein-Westfalen | Matagalpa                | Matagalpa                                | 1987                            |